# وزارت امور خارجه (روسیه)
وزارت امور خارجه (روسی: Министерство иностранных дел Российской Федерации) نهاد مرکزی در دولت روسیه که سیاست خارجی و روابط خارجی در این کشور را ساماندهی می‌کند.